# Tramlijn 13 (Amsterdam)
 Tramlijn 13 is een tramlijn in Amsterdam op de route Centraal Station – Rozengracht – Mercatorplein – Geuzenveld (Lambertus Zijlplein).

## Beknopte geschiedenis
De Amsterdamse tramlijn 13 werd ingesteld op 25 november 1906. De lijn reed toen een geheel andere route dan tegenwoordig, namelijk vanaf het Centraal Station via de Prins Hendrikkade – Kadijksplein – Kattenburgerplein – Oostenburgergracht naar de Czaar Peterstraat/Parallelweg bij de luchtbrug. Ze verving daarmee een paardentram die sinds 1884 deze route had bediend. In 1908 werd de lijn aan de westkant verlengd via het Damrak naar de Dam.

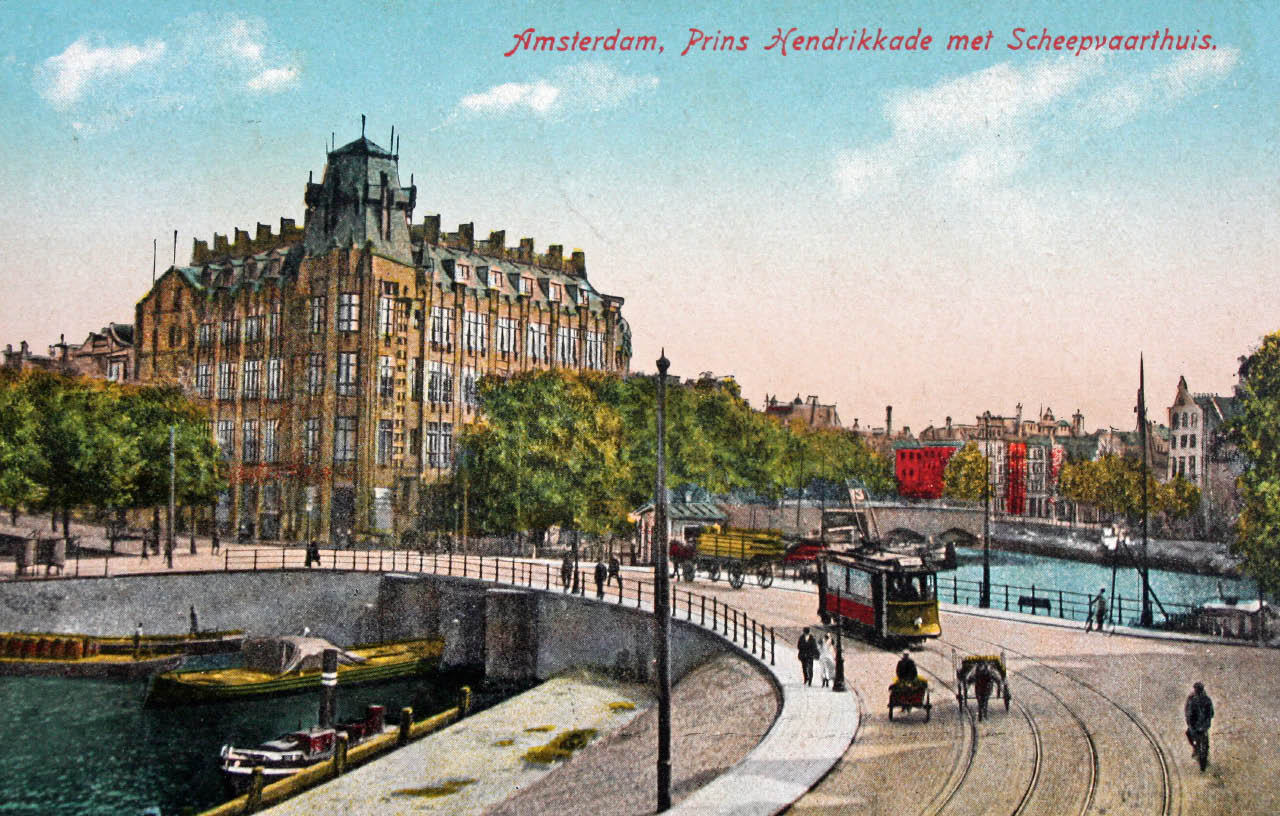
Tramlijn 13 in de beginjaren op de Prins Hendrikkade bij het Scheepvaarthuis; circa 1915.

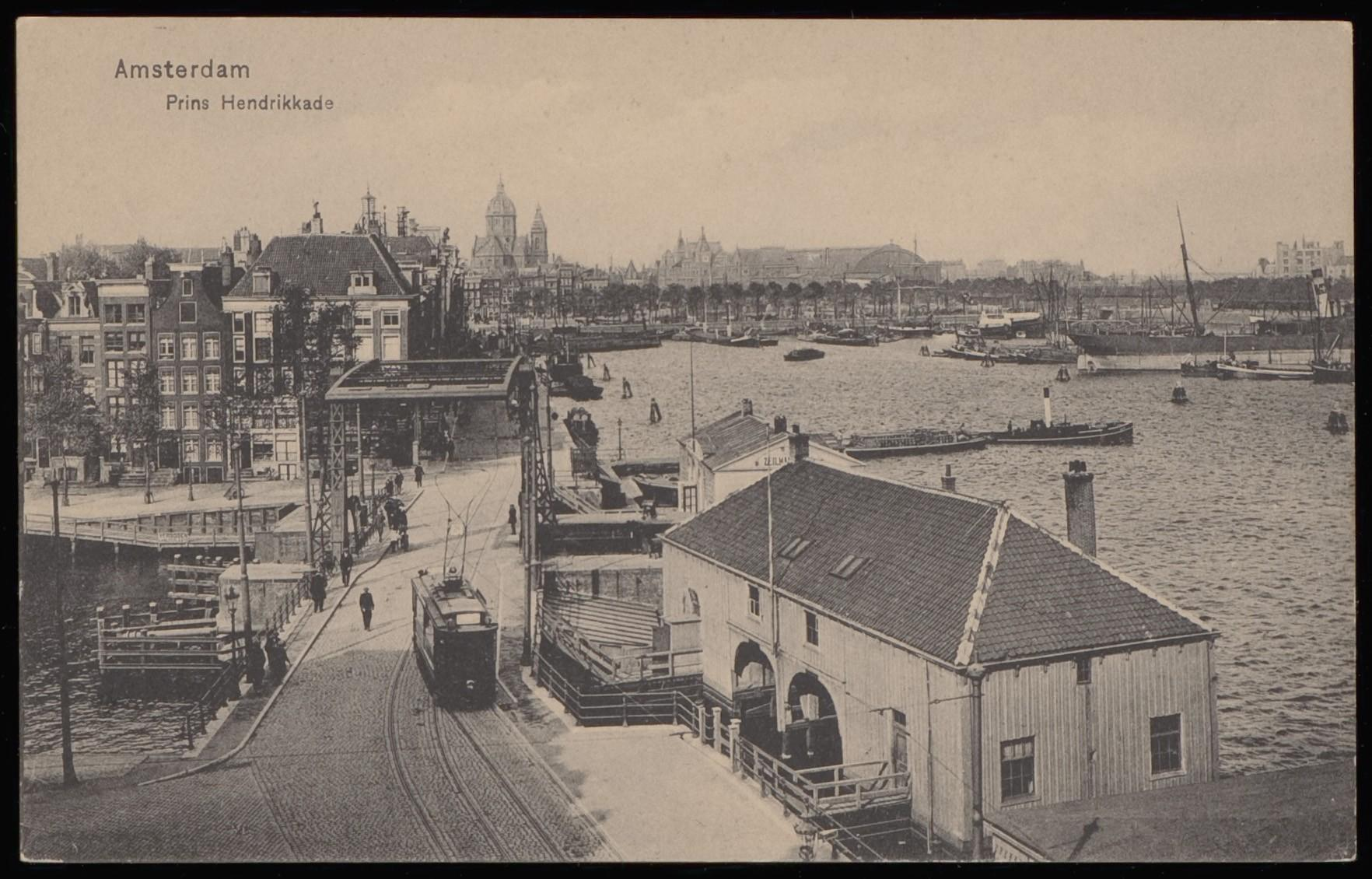
Tramlijn 13 in de beginjaren op de Prins Hendrikkade bij de brug tussen over de Oude Schans; circa 1915.

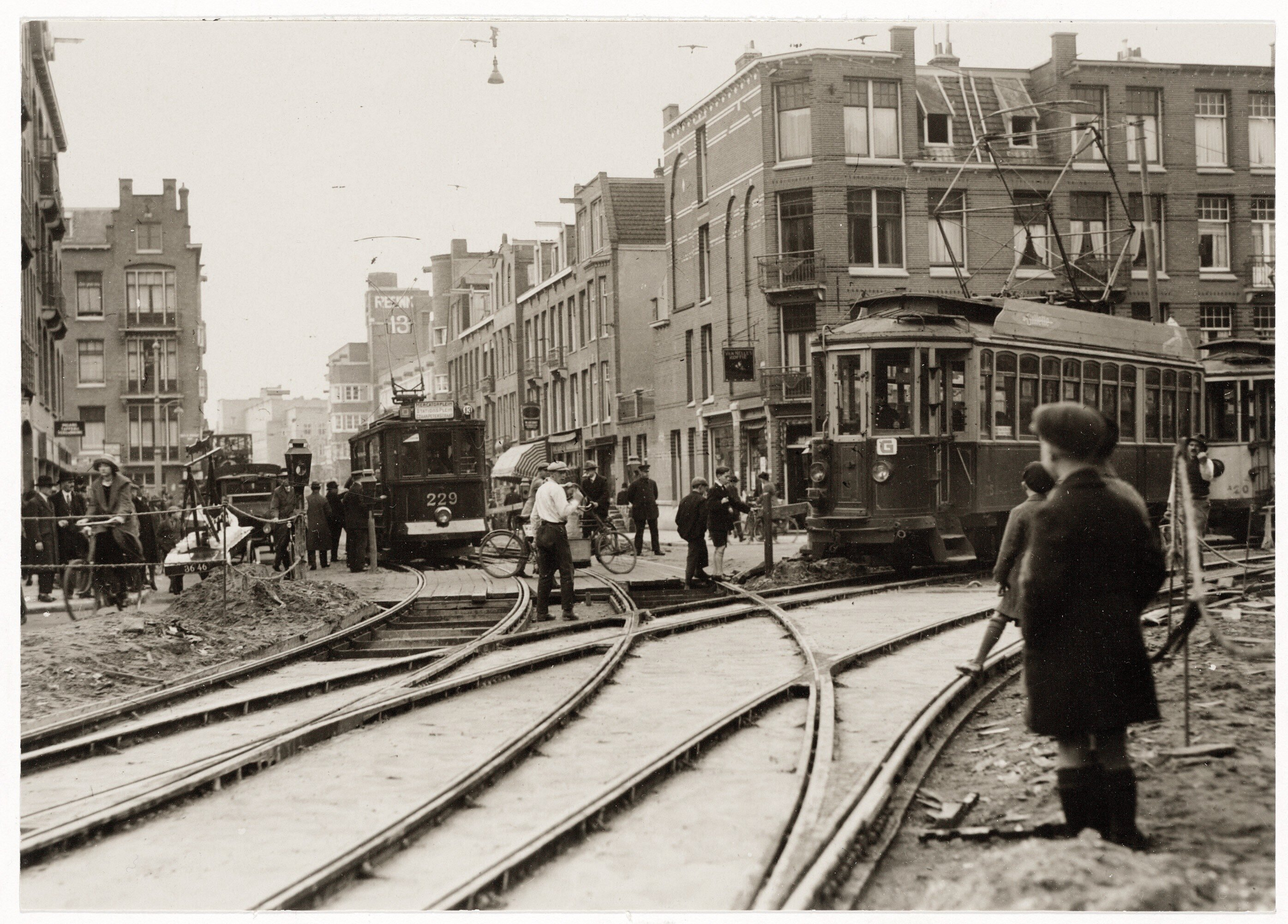
De Admiraal de Ruijterweg bij de Jan Evertsenstraat. Rechts motorwagen NZH A25 van de Haarlemse Tram, links een tram van de zojuist naar het Mercatorplein verlengde lijn 13 (motorwagen 229); 3 november 1927.

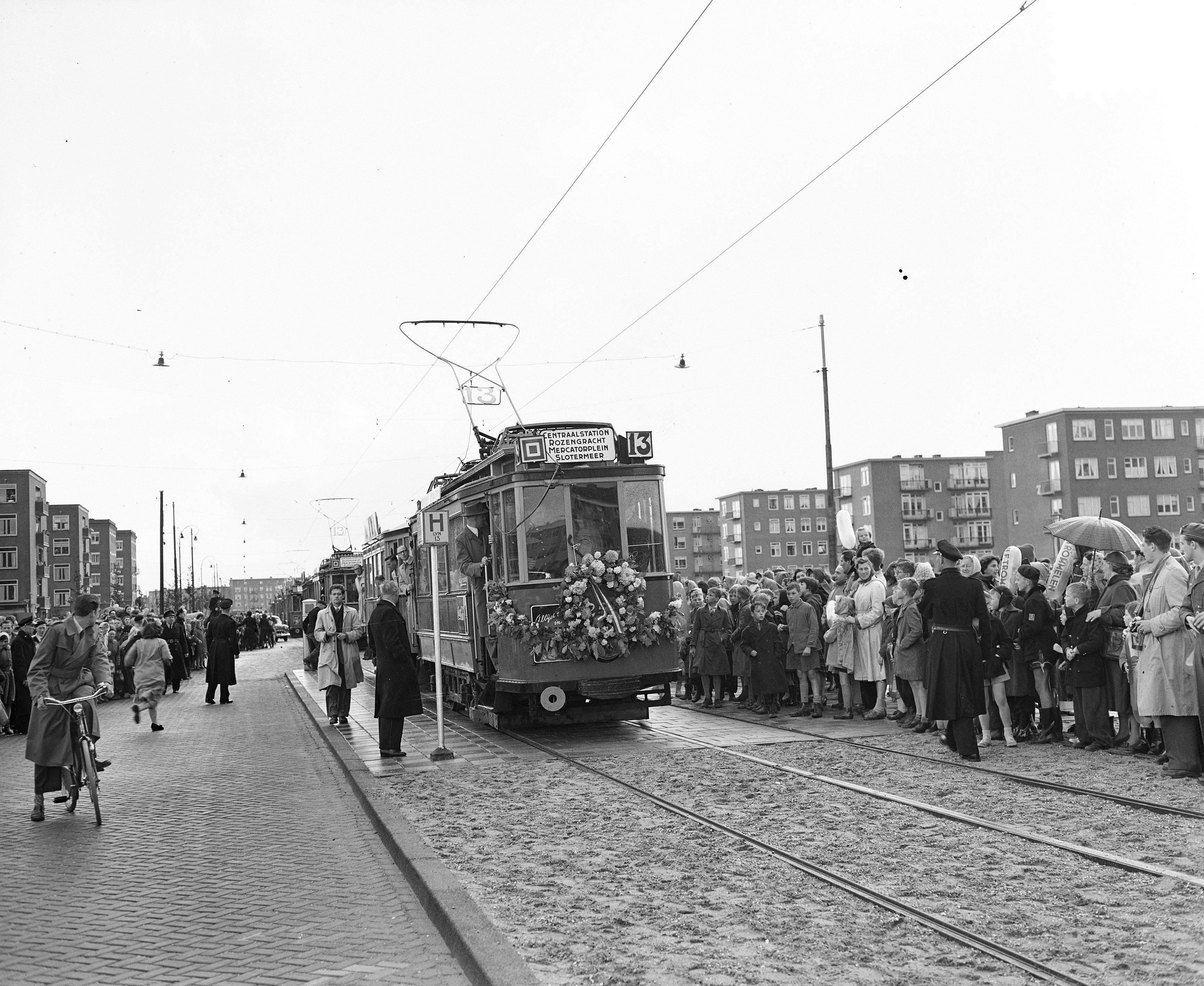
Opening van de verlenging van tramlijn 13 van Bos en Lommer naar Slotermeer; 30 september 1954.

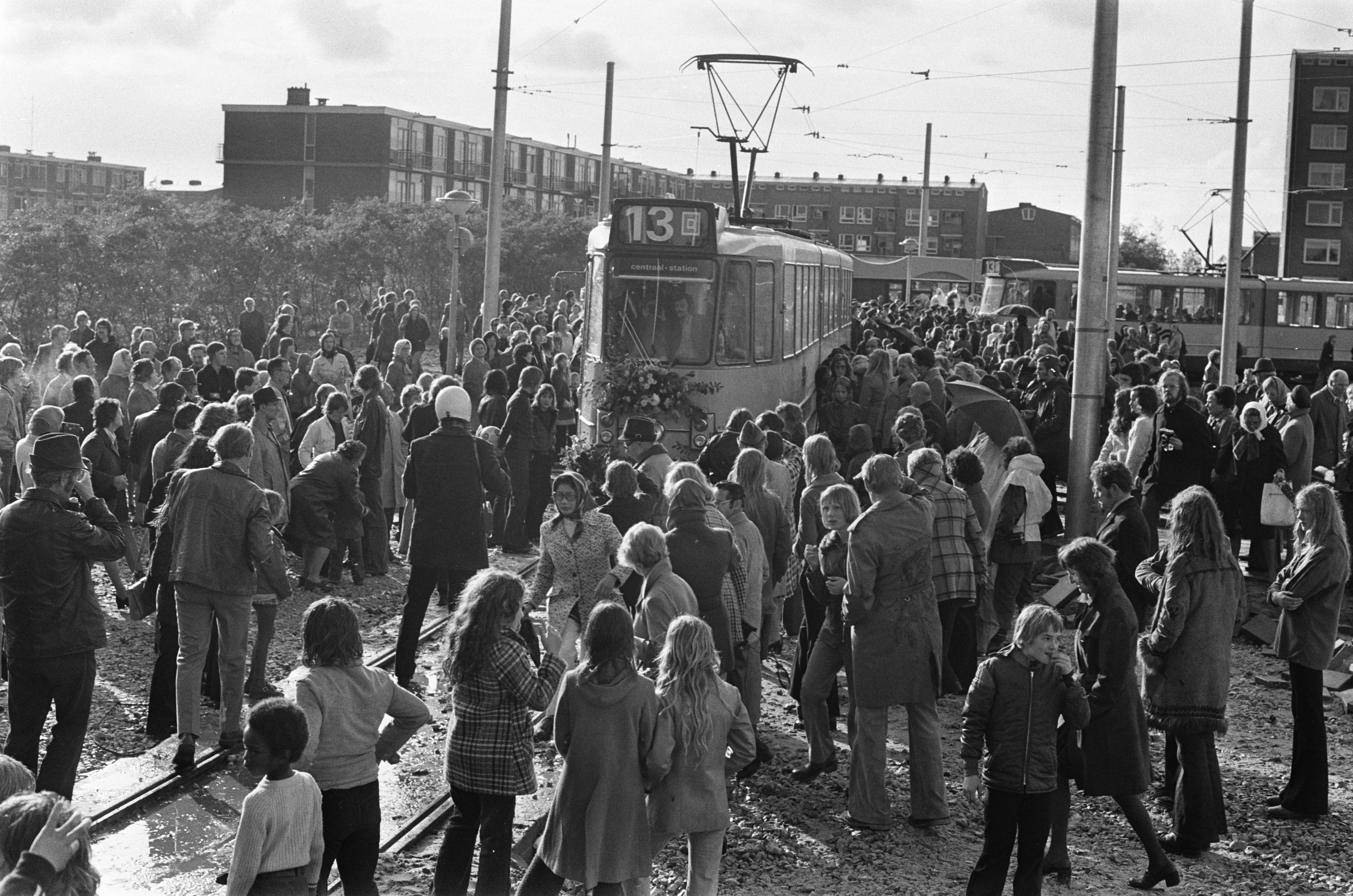
Opening van de verlenging van tramlijn 13 van Slotermeer naar Geuzenveld; 12 oktober 1974.

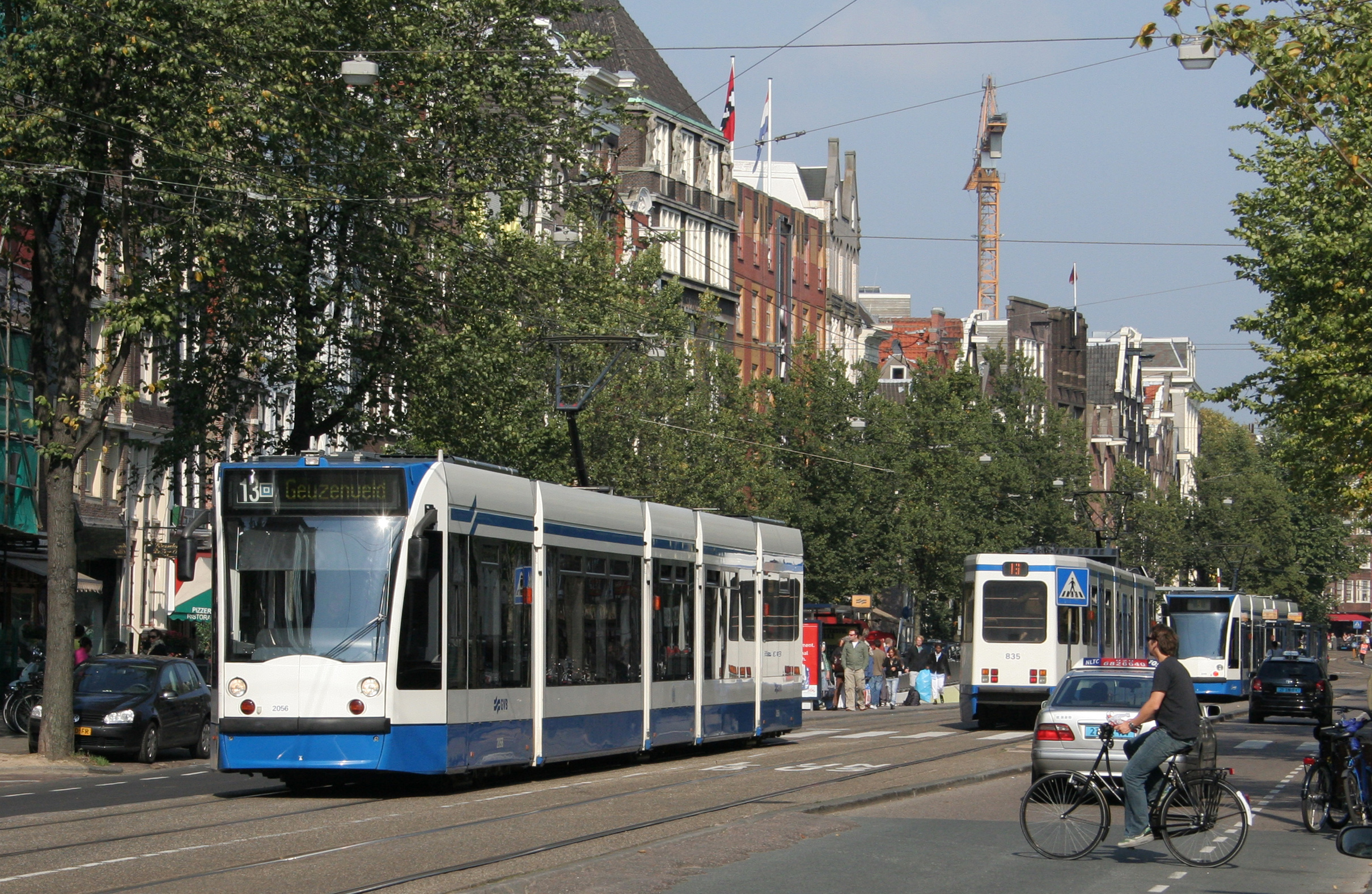
Tramlijn 13 op de Nieuwezijds Voorburgwal.

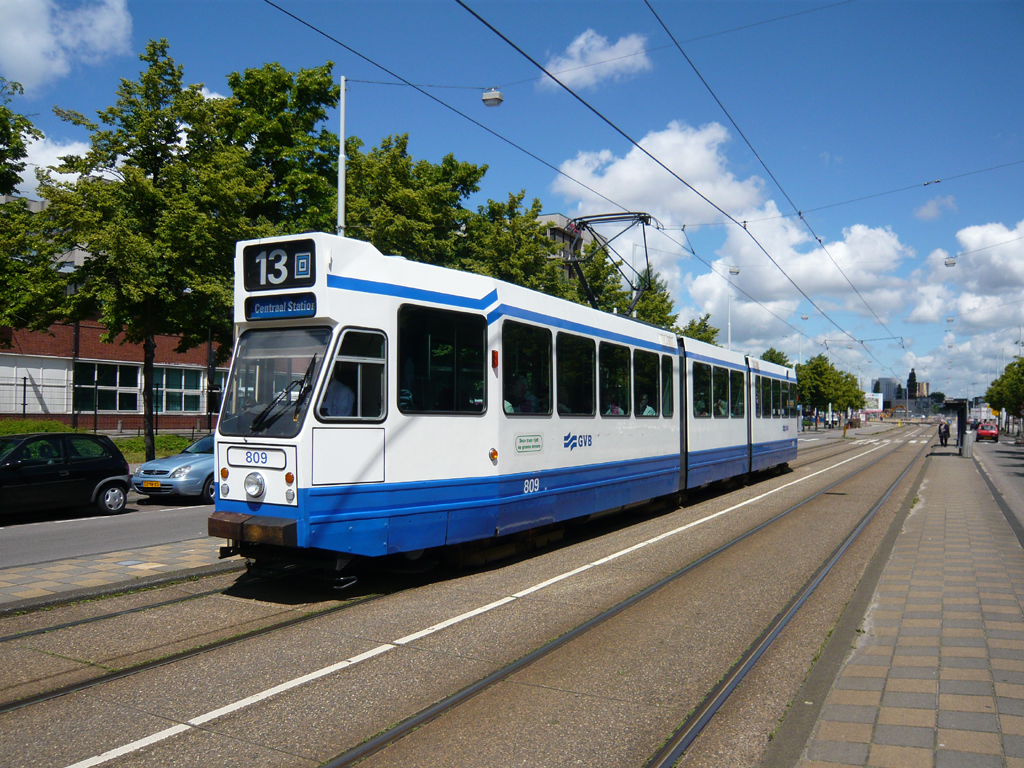
Tramlijn 13 in de Jan Tooropstraat.

In 1921 kwam de eerste verlenging naar het westen tot stand, toen lijn 13 ging rijden via Nieuwezijds Voorburgwal – Raadhuisstraat – Rozengracht – De Clercqstraat – Bilderdijkstraat naar het Bellamyplein. In 1922 werd dat eindpunt alweer verlaten en werd via een nieuw traject via de Frederik Hendrikstraat naar een kopeindpunt op het Frederik Hendrikplantsoen gereden. In 1927 werd de verlenging via de De Clercqstraat, Admiraal de Ruijterweg – Jan Evertsenstraat naar Mercatorplein in gebruik genomen waarbij het traject tussen de Bilderdijkstraat en de Krommert, nu als drierailig spoor, gezamenlijk werd gereden met de NZH. Op het westelijke traject kwam een versterkingsdienst lijn 13S, sinds 12 februari 1931 lijn 19.
Vanaf 1932 werd het (oorspronkelijke) lijngedeelte ten oosten van het Centraal Station afgesplitst en ging verder als lijn 19 (verbust in 1938). Sindsdien rijdt lijn 13 vanaf het Centraal Station naar het Mercatorplein.
Nadien kwamen nog enkele verlengingen naar het westen tot stand. In 1950 eerst via de Hoofdweg naar het Bos en Lommerplein en in 1954 via de Bos en Lommerweg – Burgemeester De Vlugtlaan – Slotermeerlaan naar Slotermeer. Dit in afwijking van het oorspronkelijke (vooroorlogse) plan de lijn vanaf de kruising Burgemeester De Vlugtlaan / Slotermeerlaan te verlengen naar de rotonde bij de Antony Moddermanstraat. De lijn bleef vooralsnog rijden met het oudste uit 1913 afkomstige tot éénrichting omgebouwde materieel. Dit door de zwakke stroomvoorziening in Slotermeer omdat een nieuw onderstation nog niet gereed was.   
Van 19 november 1956 tot en met 4 juni 1967 reed in de spitsuren een versterkingslijn 13S tussen het Bos en Lommerplein en het Centraal Station. Daarnaast reden er van 31 januari 1956 tot 18 oktober 1965 eveneens onder het lijnnummer 13S extra bussen op lijn 13 die in de ochtendspits vertrokken van de rotonde bij de Antony Moddermanstraat en dan tot het Mercatorplein passagiers van lijn 13 opnamen en dan alleen voor uitstappers nog stopte bij de Bilderdijkstraat, Gravenstraat en het Centraalstation. In de middagspits gebeurde het omgekeerde. In de ochtendspits vertrokken tot de komst van lijn 20 op 22 september 1958 enkele ritten vanaf het eindpunt van lijn 21 in Geuzenveld. In de tegenspitsrichting reed een aantal bussen nonstop via de kortste route terug naar het beginpunt.
Op 12 oktober 1974 werd het eindpunt Slotermeer verlaten en kwam de verlenging via de Burgemeester Röellstraat naar het Lambertus Zijlplein in Geuzenveld in gebruik. Het eindpunt lag daar op een dijk en was met trappen vanaf het maaiveld te bereiken. Dit was de eerste verlenging van een tramlijn in Amsterdam sinds 1962. In tegenstelling tot het traject naar Osdorp was het uitgevoerd met veldspoor op betonnen dwarsliggers in een grindbed en bovenleiding met kettingophanging. Dit was nog niet eerder in Amsterdam toegepast. In het begin was de eindlus veel te krap bemeten en vonden er regelmatig ontsporingen plaats. Hersporingen waren een moeizaam karwei in de toen nog aanwezige zandvlakte. Na verbreding van het baanlichaam kon in 1976 een ruimere eindlus worden aangelegd.
In 1989 werd de route tussen Mercatorplein en Slotermeerlaan verlegd via de kortere route die de 3 Jannen werd genoemd (Jan Evertsenstraat – Jan Tooropstraat – Jan van Galenstraat) en het oostelijke gedeelte van de Burgemeester Röellstraat. Hiermee werd de route van buslijn 19 en 47 door de tram vervangen. Opvallend hierbij was dat er al bij de aanleg van deze straat in de jaren vijftig al bovenleidingmasten gecombineerd met de straatverlichting aan de zijkanten van de weg werden geplaatst die nu echter niet werden gebruikt. Er kwamen hier masten met straatverlichting tussen de sporen die grotendeels uit veldspoor bestonden maar dan in een grasbed in plaats van een grindbed. De door lijn 13 verlaten route op de Hoofdweg werd voortaan bereden door tramlijn 7 en de Burgemeester de Vlugtlaan en Slotermeerlaan door tramlijn 14. Op het Mercatorplein verscheen een Grand Union t.b.v. remiseritten en omleidingen.
In mei 1997 kreeg lijn 13 een overstaphalte aan de Jan van Galenstraat op de nieuw geopende metrolijn 50. De nabijgelegen halte Burgemeester Van de Pollstraat kwam daarmee te vervallen.
Van september 2000 tot en met september 2001 reed lijn 13 weer naar het Sloterparkbad in verband met reconstructie werkzaamheden op het Lambertus Zijlplein alwaar het dijklichaam werd afgegraven en het eindpunt op maaiveldniveau kwam te liggen.
In april 2002 werden de nieuwe Combino-trams door het GVB als eerste op lijn 13 ingezet.
In de zomer van 2010 werd tussen de Slotermeerlaan en Burgemeester van Leeuwenlaan in verband met spoorvernieuwing tijdelijk enkelspoor gereden. Het veldspoor werd nu vervangen door groefspoor in gras. Hierbij werd gebruikgemaakt van oplegoverloopwissels met een lichtseinbeveiliging. Dit was voor het eerst dat dit systeem in Amsterdam werd toegepast.
In 2023 werd het westelijke gedeelte van de Burgemeester Röellstraat versmald waarbij de trambaan meer naar het zuiden werd verlegd waarbij na de Burgemeester van Leeuwenlaan de knik in de baan kon vervallen. Het veldspoor werd vervangen door groefrails.

## Niet uitgevoerde plannen
In de jaren tachtig was er een plan lijn 13 te verlengen via de Abraham Kuyperlaan over een viaduct over de Haarlemmerweg naar het (nooit gerealiseerde) NS station Amsterdam Geuzenveld.
Ook was er een plan voor een nieuwe remise aan de Noordzeeweg in het Westelijk Havengebied die dan verbonden zou worden met het nieuwe eindpunt van lijn 13 (naast een verbinding met Station Sloterdijk). Ook dacht men toen aan een remiseroute via de Troelstralaan en Geer Ban naar het Osdorpplein voor remisewagens van lijn 1. Doordat de bouw van de remise en het NS-station niet doorgingen zag men af van de verlenging. Inmiddels is een deel van het tracé bebouwd.

## Fotogalerij

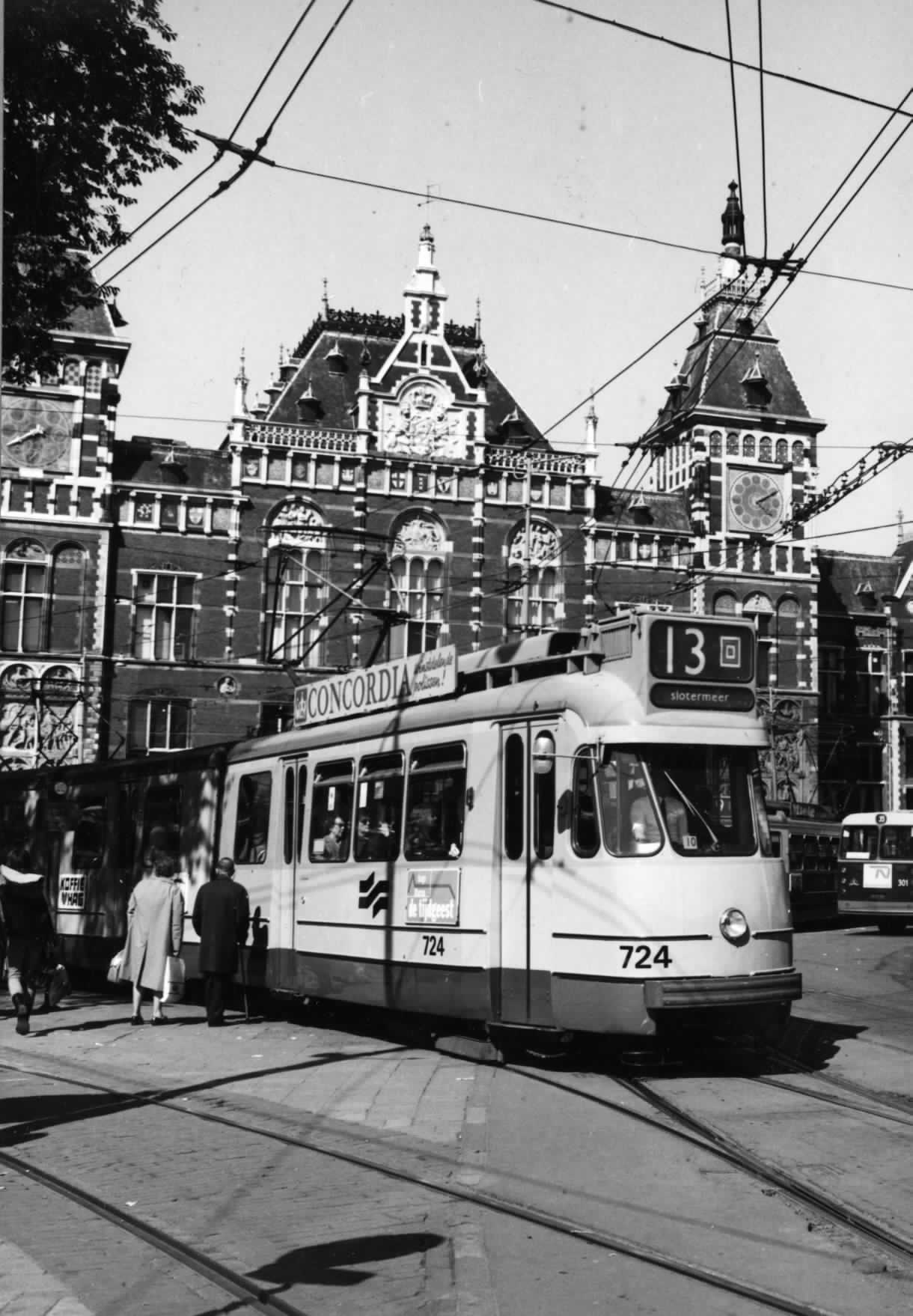
De nieuwste gelede tram 724 ("electroon") net geel geschilderd in 1971 op het Stationsplein.
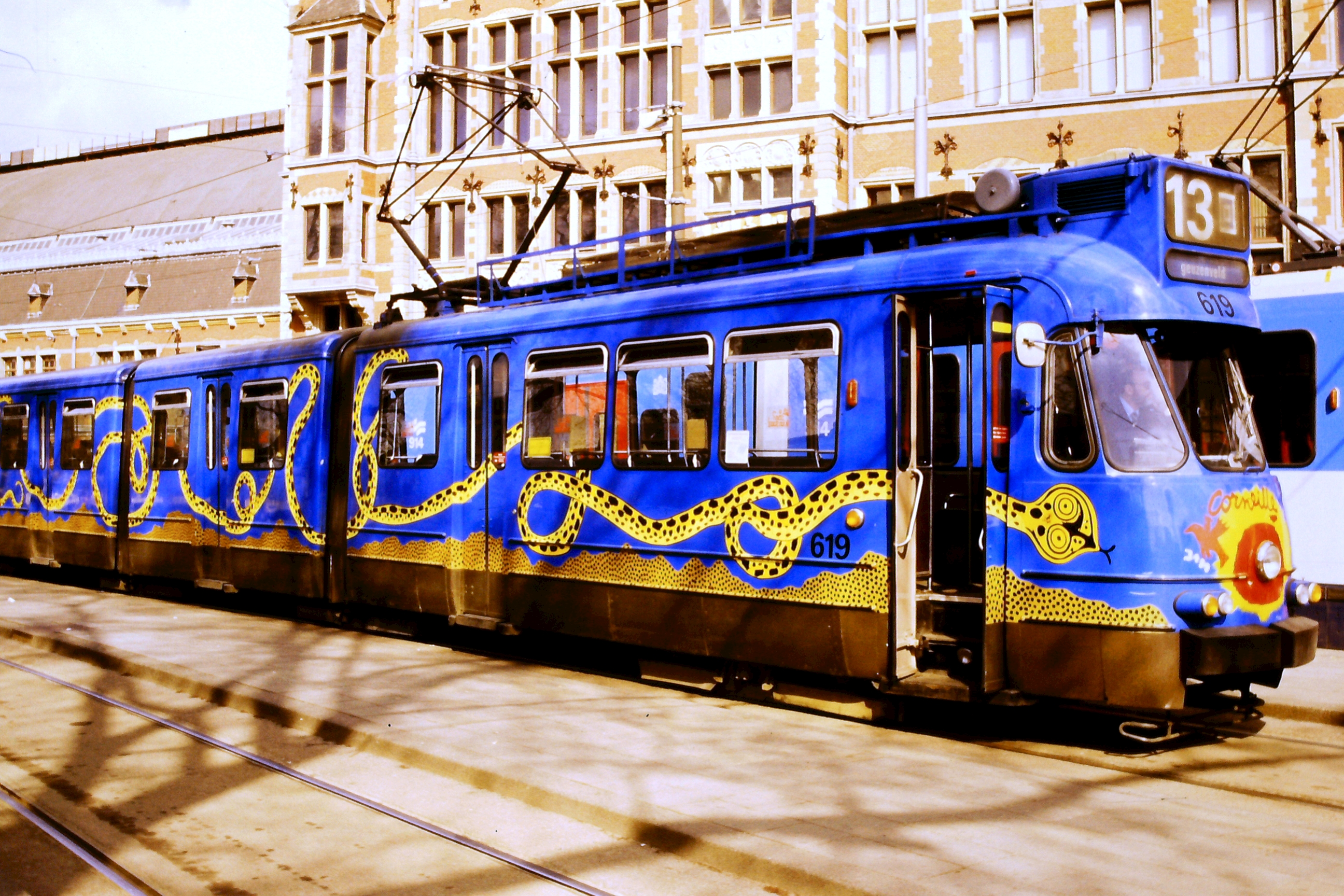
Cobratram 619 op het Stationsplein.
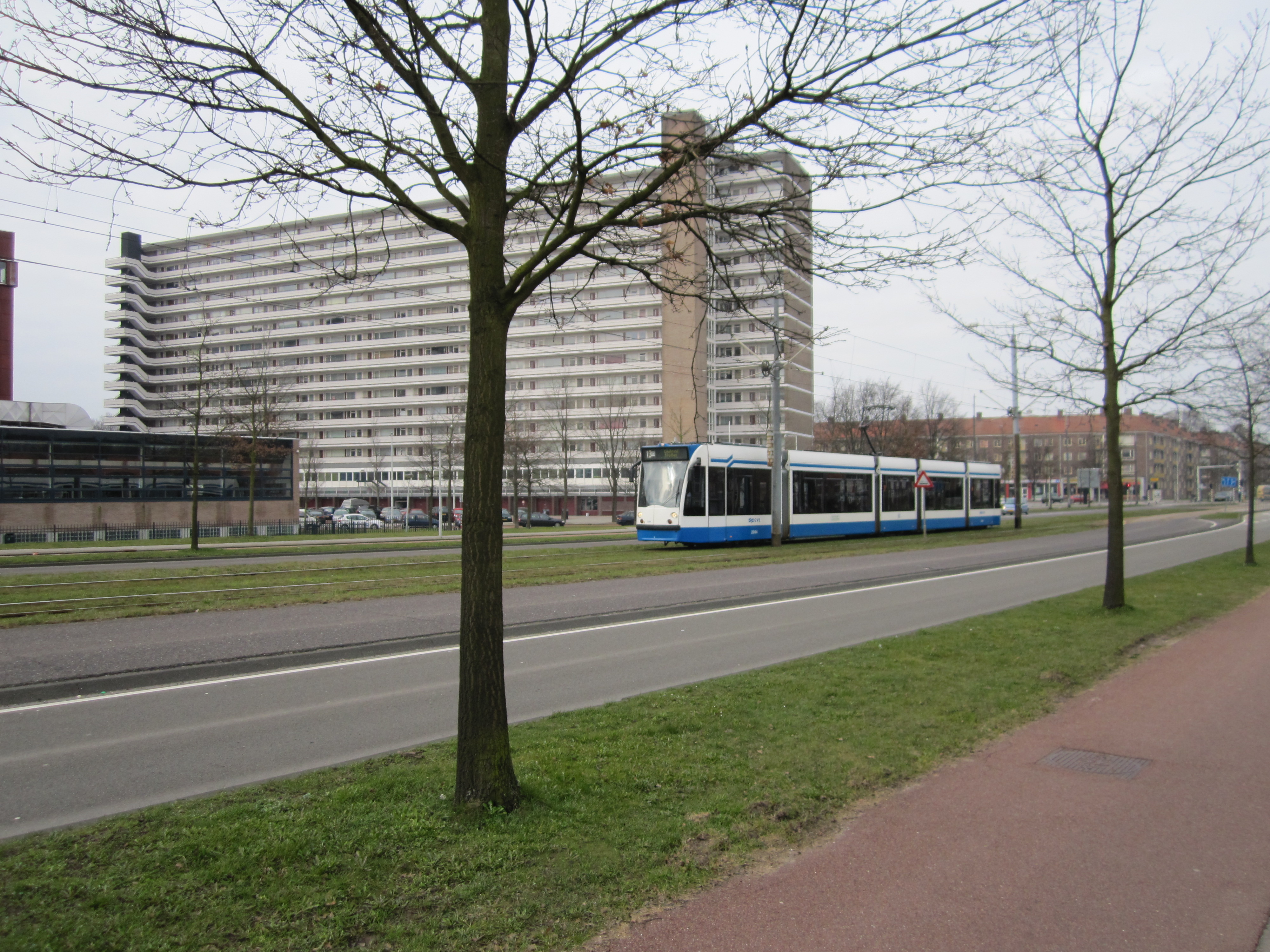
Tramlijn 13 in de Burgemeester Röellstraat in Slotermeer.
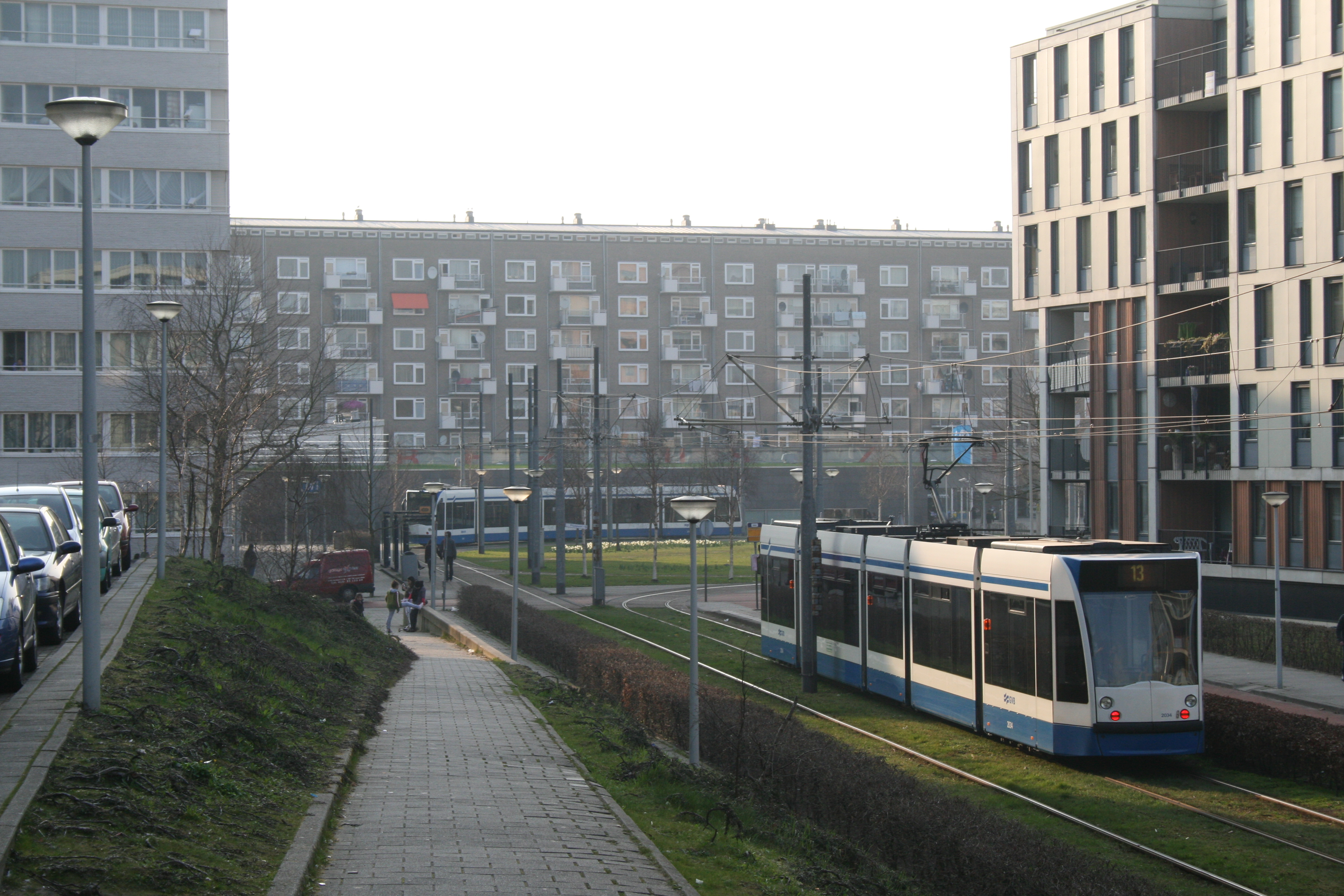
Vlak bij het eindpunt bij het Lambertus Zijlplein in Geuzenveld.
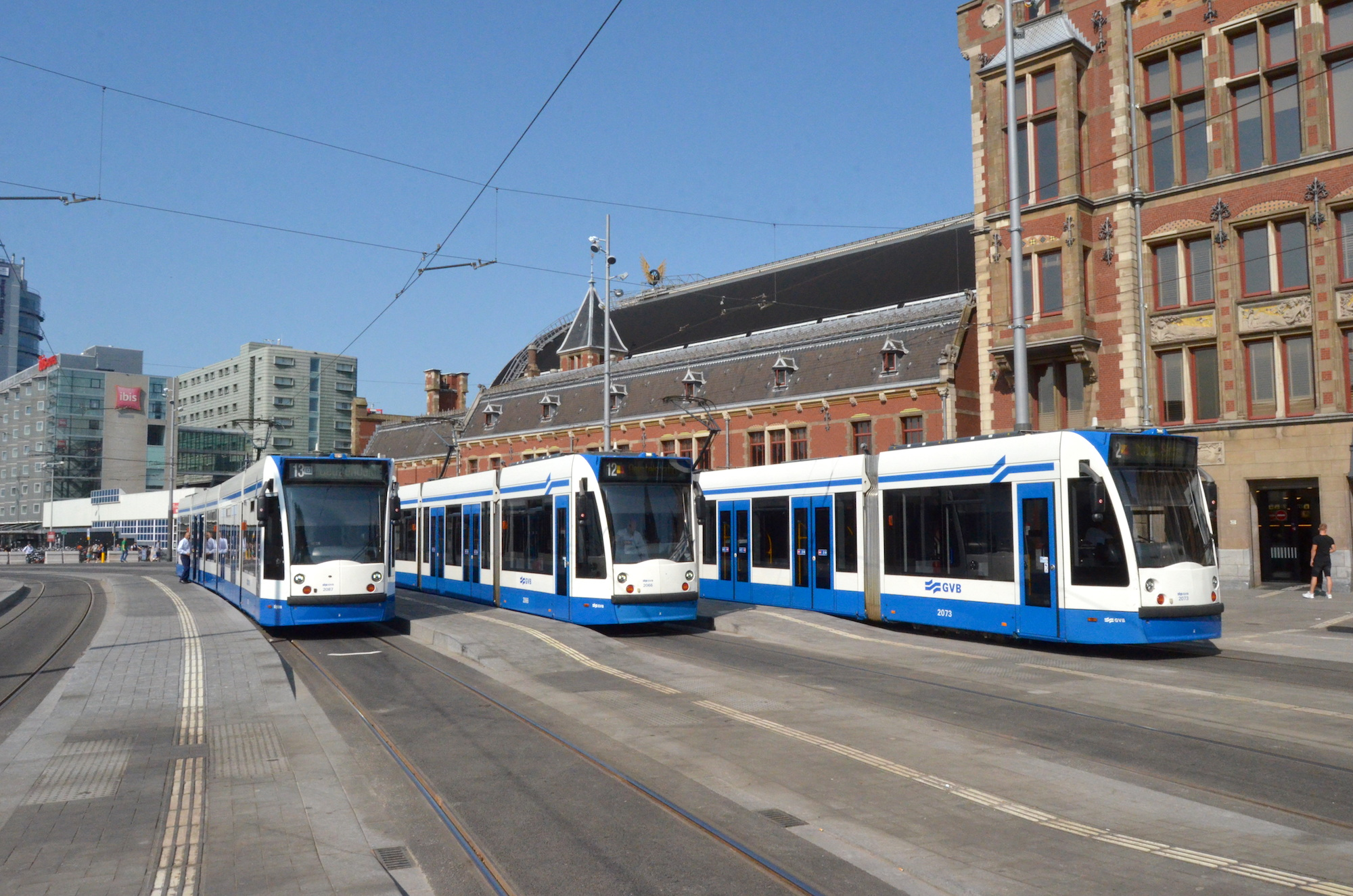
Vernieuwd tramstation Amsterdam Centraal Westzijde met Combino's op de tramlijnen 2, 12 en 13.